# Редень (Нямц)
Редень, Редені (рум. Rădeni) — село у повіті Нямц в Румунії. Входить до складу комуни Пестревень.
Село розташоване на відстані 302 км на північ від Бухареста, 27 км на північний схід від П'ятра-Нямца, 79 км на захід від Ясс.

## Населення
За даними перепису населення 2002 року у селі проживали 1647 осіб, усі — румуни. Усі жителі села рідною мовою назвали румунську.